# Loris Resinelli
Loris Resinelli (né le 9 mars 1992 à La Louvière) est un homme politique belge, membre du parti politique Les Engagés. Il est conseiller communal à La Louvière depuis 2014. En juillet 2024, il devient député au Parlement de Wallonie et au Parlement de la Fédération Wallonie-Bruxelles.

## Biographie
Loris Resinelli est originaire de La Louvière. Il est titulaire d’un master en administration publique délivré par l’Université catholique de Louvain (UCL) ainsi que d'une agrégation pour l'enseignement secondaire supérieur. De 2016 à 2024, il travaille comme coordinateur au sein du diocèse de Tournai, en charge de l’orientation et de la gestion des paroisses et des fabriques d’églises[source insuffisante].

## Carrière politique
Il débute son engagement politique au sein du cdH (Centre démocrate Humaniste), devenu Les Engagés en 2022. Il participe aux activités de la branche étudiante edH, où il occupe les fonctions de secrétaire politique (2013–2014), secrétaire général (2014–2015) et responsable événementiel (2015–2016). Il rejoint ensuite la section Jeunes cdH. Entre 2016 et 2022, il siège au bureau national, et préside la section provinciale du Hainaut de 2016 à 2021.
En 2014, Il devint conseiller communal à La Louvière à la suite de la démission d'un conseiller de la liste du cdH, après avoir été premier suppléant lors des élections de 2012. Il est réélu en 2018 avec le groupe Plus & cdH, dont il devient le chef de groupe au conseil communal jusqu’en 2024. En 2024, il se présente sur la liste Les Engagés & Alternatives (LEA)  et est à nouveau élu conseiller communal.
En juillet 2024, Il devient député au Parlement de Wallonie, en tant que premier suppléant de François Desquesnes, élu ministre de la Région wallonne, libérant ainsi son siège, et représente la province de Hainaut pour la circonscription de Soignies-La Louvière. Il est membre de la Commission "Mémoire et Démocratie" et de la Commission des affaires générales, du budget, des relations internationales et du bien-être animal.
Il siège également au Parlement de la Fédération Wallonie-Bruxelles. à partir de la même date. Il y est membre du groupe Les Engagés, vice-président de la commission du Budget, de l’Enseignement supérieur et des Bâtiments scolaires, et membre titulaire de cette commission depuis septembre 2024.